# Kamakshyanagar
Kamakshyanagar é uma cidade no distrito de Dhenkanal, no estado indiano de Orissa.

## Demografia
Segundo o censo de 2001, Kamakshyanagar tinha uma população de 15,002 habitantes. Os indivíduos do sexo masculino constituem 53% da população e os do sexo feminino 47%. Kamakshyanagar tem uma taxa de literacia de 73%, superior à média nacional de 59.5%: a literacia no sexo masculino é de 81% e no sexo feminino é de 65%. Em Kamakshyanagar, 11% da população está abaixo dos 6 anos de idade.